# Wattenbach (Inn)

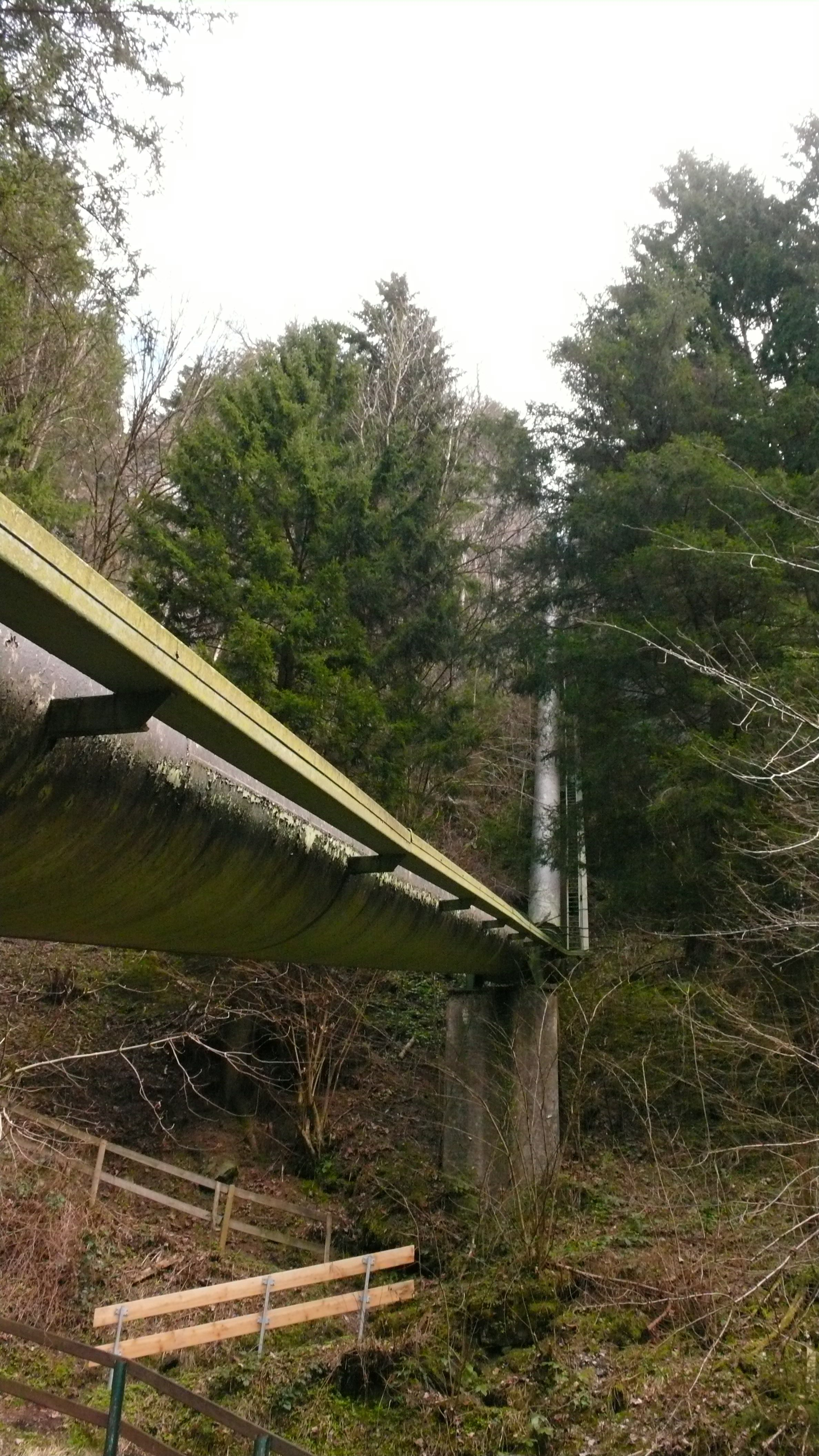
Druckrohrleitung Unterstufe Wattenspapier

Der Wattenbach oder auch Wattenerbach ist ein rechter Zufluss des Inn in Tirol. 

## Verlauf
Der Wattenbach hat seinen Ursprung in den Tuxer Voralpen. Mölsbach und Lizumbach vereinigen sich im Talboden beim Lager Walchen auf einer Seehöhe von 1405 m ü. A. und bilden den Wattenbach. Der 8,1 km lange Lizumbach entspringt unterhalb des Lizumer Reckner in einer Höhe von 2419 m ü. A. (⊙), der Mölsbach ist der Abfluss des Mölssees (2251 m ü. A., ⊙) und 5,8 km lang. Der Wattenbach fließt von der Wattentaler Lizum von Süd nach Nord beinahe geradlinig durch das Wattental. Nach 11,6 km mündet er in der Talgemeinde Wattens in den Inn. Mit dem Lizumbach als längstem Quellbach kommt er auf eine Länge von 19,7 km und einen Höhenunterschied von 1874 m.

## Wasserbeschaffenheit
Die Gewässergüteklasse des Baches hat durchgehend Stufe I. Die Gemeinde Wattenberg leitet ihre Abwässer über einen Gemeindekanal in das Klärwerk Fritzens, Abwässer des Truppenübungsplatzes Lizum Walchen werden durch eigene Kläranlagen gereinigt. Das Wasser des Wattenbachs wird für die Swarovski- und Wattenspapierwerke gebraucht. Das in beiden Betriebskläranlagen vorgereinigte Abwasser gelangt anschließend durch einen Düker unter dem Inn in die Kommunalkläranlage Abwasserverband Hall in Tirol - Fritzens und anschließend in den Inn.
Der Inn weist ab der Gemeinde Wattens trotz aller Bemühungen wegen der Industrieanlagen in Wattens eine reduzierte Wassergüte auf; der Eintrag von Schwermetallen wurde aber in den letzten 20 Jahren durch verbesserte Technik in den Abwasserreinigungsanlagen stark reduziert.

## Nutzung
Das Wasser des Wattenbachs wird durch insgesamt neun Wasserkraftwerke im Bachlauf intensiv energietechnisch genutzt, weiters dient das Wasser auch in den Industrieanlagen im Inntal als Prozesswasser.

## Gefahren
Als Wildwasser ist der Bach im Wattental reißend und war früher oft für Überschwemmungen verantwortlich, da Retentionsflächen durch das V-förmige Wattental nicht vorhanden sind. Durch eine intensive Wildbachverbauung (mit zwei Geschiebesammlern im Tal und einer kurzen Einfassung des Bachbettes im Bereich von Wattens) wurde eine Reduzierung der Geschwindigkeit des Wasserabflusses erzielt. Seither kam es zu keinen Überschwemmungen mehr.